# Ksany
Ksany – wieś w Polsce, położona w województwie świętokrzyskim, w powiecie kazimierskim, w gminie Opatowiec.
W latach 1975–1998 miejscowość administracyjnie należała do województwa kieleckiego.
Były wsią biskupstwa krakowskiego w województwie sandomierskim w ostatniej ćwierci XVI wieku. 
Wieś liczy 89 domów.

## Części miejscowości
| SIMC    | Nazwa      | Rodzaj    |
| ------- | ---------- | --------- |
| 0257880 | Bzików     | część wsi |
| 0257897 | Kolonia    | część wsi |
| 0257905 | Kresy      | część wsi |
| 0257911 | Stara Wieś | część wsi |

## Historia

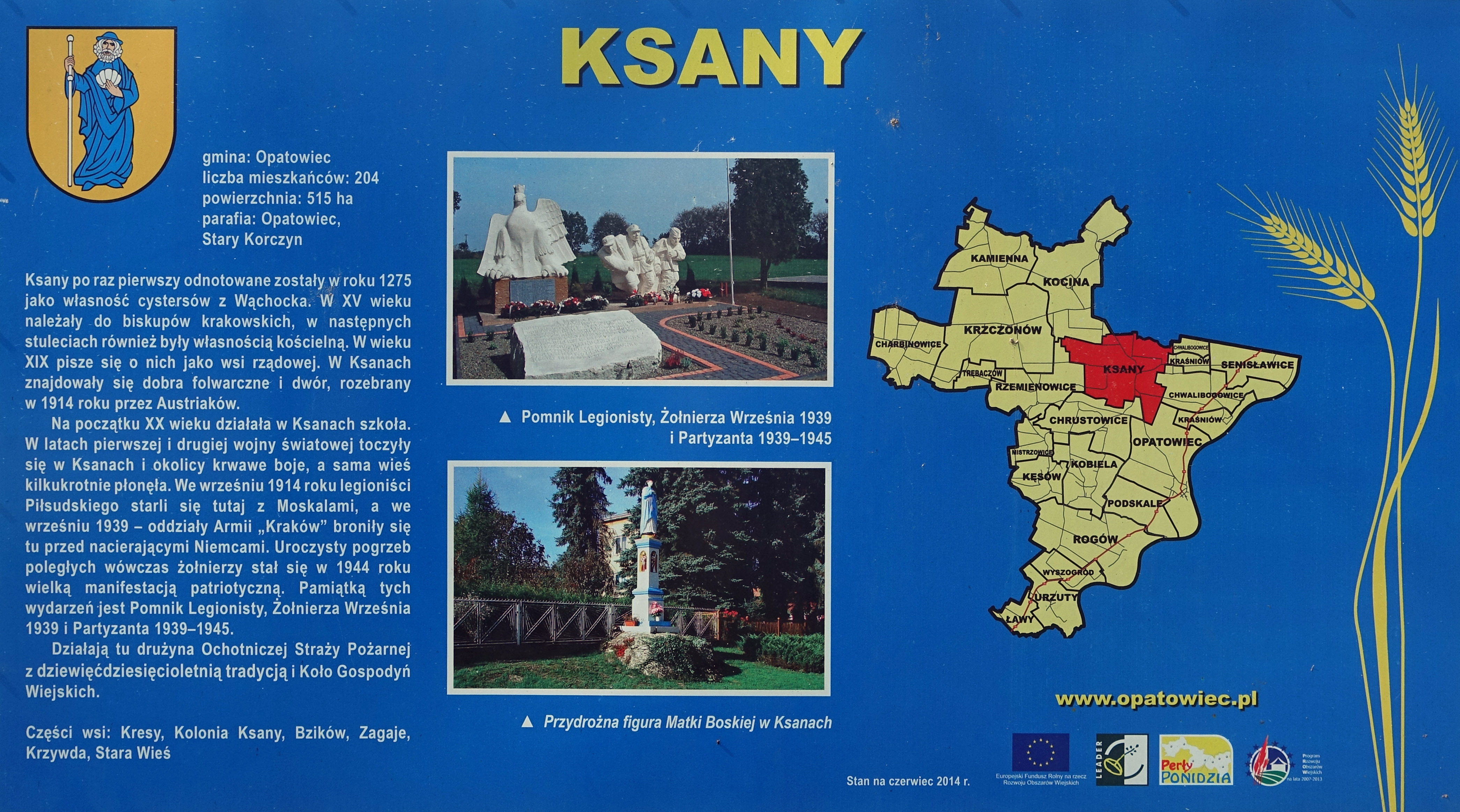
Ksany koło Opatowca, tablica informacyjna

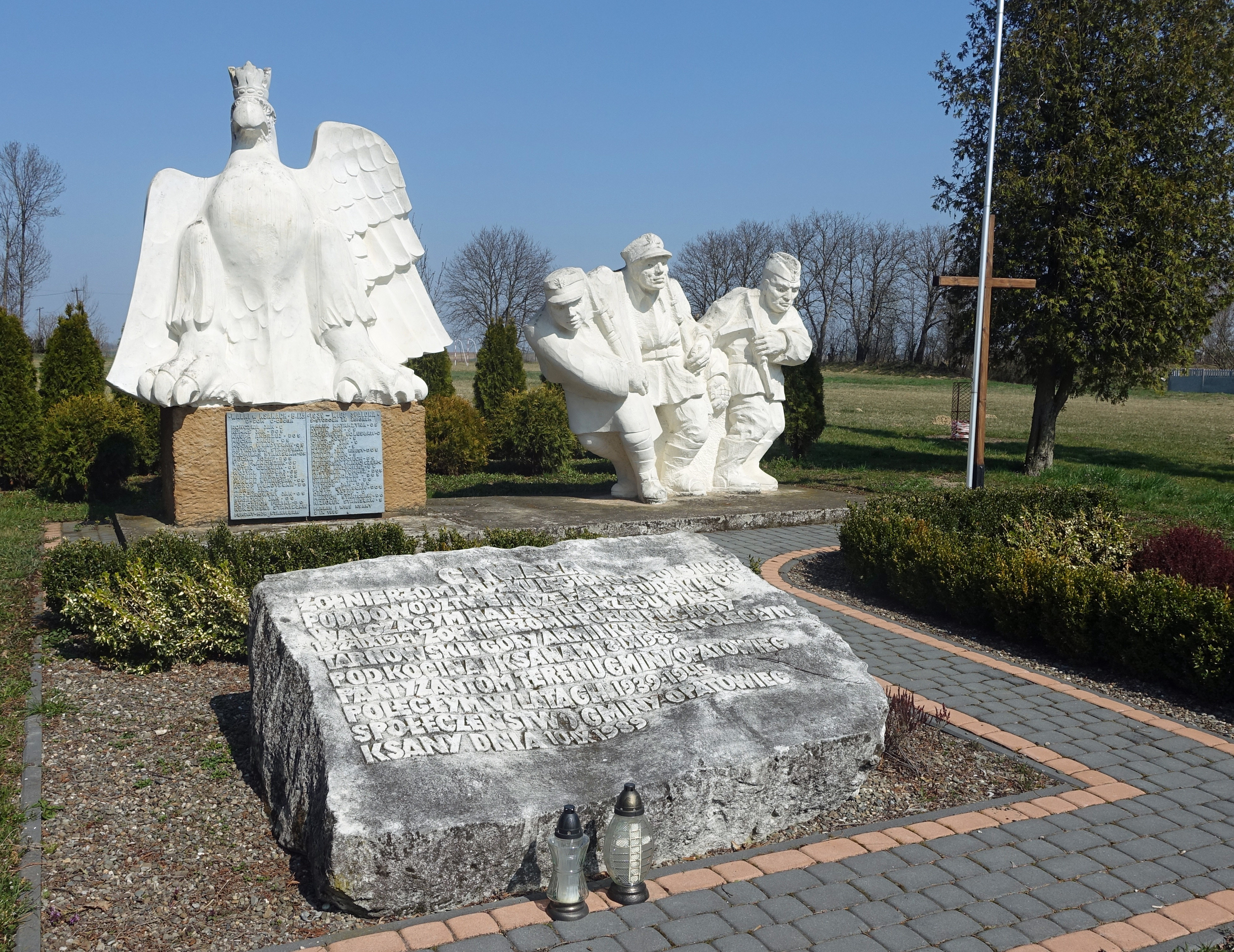
Pomnik Legionisty 1914, Żołnierza Września 1939 i Partyzanta 1939–1945 w Ksanach, odsłonięty 10 września 1989, dzieło artysty rzeźbiarza Winicjusza Stoksika

Pierwsza wzmianka o miejscowości pochodzi z 1275 roku. Wieś została zapisana w formie Xane. Miejscowość była wówczas własnością klasztoru Cystersów w Wąchocku. do roku 1368. W XV wieku własność biskupów krakowskich. W dokumencie z 1418 r. zapisana pod nazwą Xanij, u Jana Długosza jako Xany. Jeden łan posiadał tu scholastyk sandomierski. Płacił zaś dwie grzywny czynszu.
W 1579 r. było tu 17 osadników, 8 i pół łana, 4 zagrodników, 9 komorników, 8 ubogich i 3 rzemieślników. Lustracja z 1789 r. wykazała wieś duchowną. Według spisu z 1827 r. Ksany miały 63 domy i 382 mieszkańców. Wieś była wówczas własnością rządową.
W 1861 r. doszło tu do rozruchów chłopskich polegających na odmowie pańszczyzny. Dalsze wykonywanie darmowej pracy wymuszono przy użyciu siły dwóch rot wojska rosyjskiego. W 1884 r. w Ksanach było 86 domów. Wieś liczyła 439 morgów ziemi. Folwark w Ksanach miał 553 morgi. W miejscowości działała szkoła elementarna.
8 września 1939 na terenie wsi doszło do walk obronnych 11 pułku piechoty z nacierającymi jednostkami niemieckimi. W walkach zginęło 44 polskich żołnierzy, a większość budynków wsi uległa zniszczeniu. W czasie II wojny światowej był tutaj niemiecki obóz pracy.
W 1989 r. w Ksanach odsłonięto Pomnik Legionisty 1914, Żołnierza Września 1939 i Partyzanta 1939-1945. Stanął on na miejscu, gdzie na przełomie XIX i XX w. zbudowana była szkoła wiejska. Pomnik wykonany z kamienia pińczowskiego jest dziełem rzeźbiarza Winicjusza Stoksika, pochodzącego z pobliskich Rzemienowic.
W Ksanach urodził się Jan Rumas – działacz ruchu ludowego, żołnierz Batalionów Chłopskich.